# Ericeia comitata
Ericeia comitata là một loài bướm đêm trong họ Erebidae.